# Friedrich Philipp Dulk
Friedrich Philipp Dulk (Nesterov, Prússia Oriental, 22 de novembro de 1788 — Königsberg, 14 de dezembro de 1851) foi um farmacêutico e químico alemão. Foi pai do escritor Albert Dulk
Foi membro da Mineralogische Gesellschaft de Jena.
Sua filha Marie Sophie Emilie Dulk casou com Otto Hesse.

## Obras
- Über Elektromagnetismus, Königsberg 1823
- De oxygenio. Dissertatio acad. pro venia leg., Königsberg 1825
- Einfache Mittel, Leipzig 1828
- Bereitete und zusammengesetzte Mittel, Leipzig 1829
- Pharmacopoea Borussica. Die preußische Pharmakopöe, übersetzt und erläutert, Leipzig 1829
- Synoptische Tabelle über die Atomgewichte der einfachen und mehrerer zusammengesetzter Körper, und das Verhältniß der Bestandtheile der letzteren, Leipzig 1830
- Anhang zur Preußischen Pharmacopoe, nebst einer Beilage: Synoptische Tabelle der Atomgewichte, 4. Aufl., Leipzig 1830
- Zusammengesetzte Mittel, Leipzig 1830
- com Ludwig Wilhelm Sachs: Handwörterbuch der practischen Arzneimittellehre. Zum Gebrauch für angehende Aerzte und Physici, 3 Bde., Königsberg 1830-1839.
- De tartratibus nonnullis. Dissertatio chemica, Regiomonti 1831
- De materiis plantarum extractivis dictis. Dissertatio chemica, Regiomonti 1833
- De lucis effectibus chemicis, Commentatio gratulatoria, Regiomonti 1834
- Ueber Platinfeuerzeuge, Königsberg 1834
- Handbuch der Chemie: Zum Gebrauch bei seinen Vorlesungen und zum Selbstunterricht entworfen, Berlin 1833–1834